# دیوید تریر
دیوید تریر (انگلیسی: David Terrier؛ زادهٔ ۴ اوت ۱۹۷۳) بازیکن فوتبال اهل فرانسه است.
از باشگاه‌هایی که در آن بازی کرده‌است می‌توان به باشگاه فوتبال نیوکاسل یونایتد، باشگاه فوتبال وستهام یونایتد، باشگاه فوتبال آژاکسیو، باشگاه فوتبال متس، و باشگاه فوتبال نیس اشاره کرد.